# Xã Wrenshall, Quận Carlton, Minnesota
Xã Wrenshall (tiếng Anh: Wrenshall Township) là một xã thuộc quận Carlton, tiểu bang Minnesota, Hoa Kỳ. Năm 2010, dân số của xã này là 382 người.